# Мостич
Мо́стич (болг. Мостич) — село в Шуменській області Болгарії. Входить до складу общини Великий Преслав.

## Населення
За даними перепису населення 2011 року у селі проживали 298 осіб.
Національний склад населення села:
| Національність   | Кількість осіб | Відсоток |
| ---------------- | -------------- | -------- |
| турки            | 254            | 90,4%    |
| болгари          | 18             | 6,4%     |
| не визначились   | 8              | 2,8%     |
| Всього відповіли | 281            |          |

Розподіл населення за віком у 2011 році:
Динаміка населення: